# تيري كلارك (لاعب كرة قاعدة)
تيري كلارك (بالإنجليزية: Terry Clark)‏ هو لاعب كرة قاعدة أمريكي، ولد في 10 أكتوبر 1960 في لوس أنجلوس في الولايات المتحدة.

## وصلات خارجية
- تيري كلارك على موقعبيزبول رفرنس.كوم (الدوري الرئيسي) (الإنجليزية)
- تيري كلارك على موقعبيزبول رفرنس.كوم (الدوري الثانوي) (الإنجليزية)
- تيري كلارك على موقع مشجعي الرسوم البيانية (الإنجليزية)